# Omnibus (Anders Zorn)
Omnibus är en genremålning av Anders Zorn som finns i två versioner. Den första målades 1891 och ingår sedan 1985 i Nationalmuseums samlingar i Stockholm. Den andra målades från 1892 och är utställd på Isabella Stewart Gardner Museum i Boston. Både versionerna är oljemålningar på duk.
Omnibus är en äldre benämning för buss och avser här en hästanspänd spårvagn. Zorn var vid denna tid bosatt i Paris och reste flitigt med omnibusar från sitt hem på Montmartre för att studera passagerare. När den rörde sig genom staden förändrades hela tiden ljuset i vagnen. Det elektriska kvällsljuset på de stora boulevarderna i Paris fascinerade Zorn. I impressionistisk stil skildrade Zorn ensamhet i den moderna stadens vimmel. Ljuset reflekteras i omnibussens immiga fönster och sprids över passagerarnas ansikten och kroppar. Huvudfiguren i bilden är den unga kvinnan med den fyrkantiga hattasken. Bakom henne skymtar en prostituerad kvinna. Båda representanter för den moderna staden med dess kommersiella lockelser och faror och kritiker beskrev tavlan som ”ultramodern”.
Omnibuss II, den version som finns i Boston, är något större än målningen på Nationalmuseum och mäter 126 x 88 cm. Zorn ställde ut denna version på Parissalongen 1892. I samband med att Zorn i Chicago 1893 sålde målningen till den amerikanska konstsamlaren Isabella Stewart Gardner uppstod en nära vänskap dem emellan. Året därpå avporträtterade Zorn henne i Venedig och även den målningen finns på museet i Boston som bär hennes namn.
Zorn utförde även flera etsningar av samma motiv. Dessa återfinns bland annat på Thielska galleriet, Cleveland Museum of Art, Nationalmuseum och Isabella Stewart Gardner Museum.

## Galleri

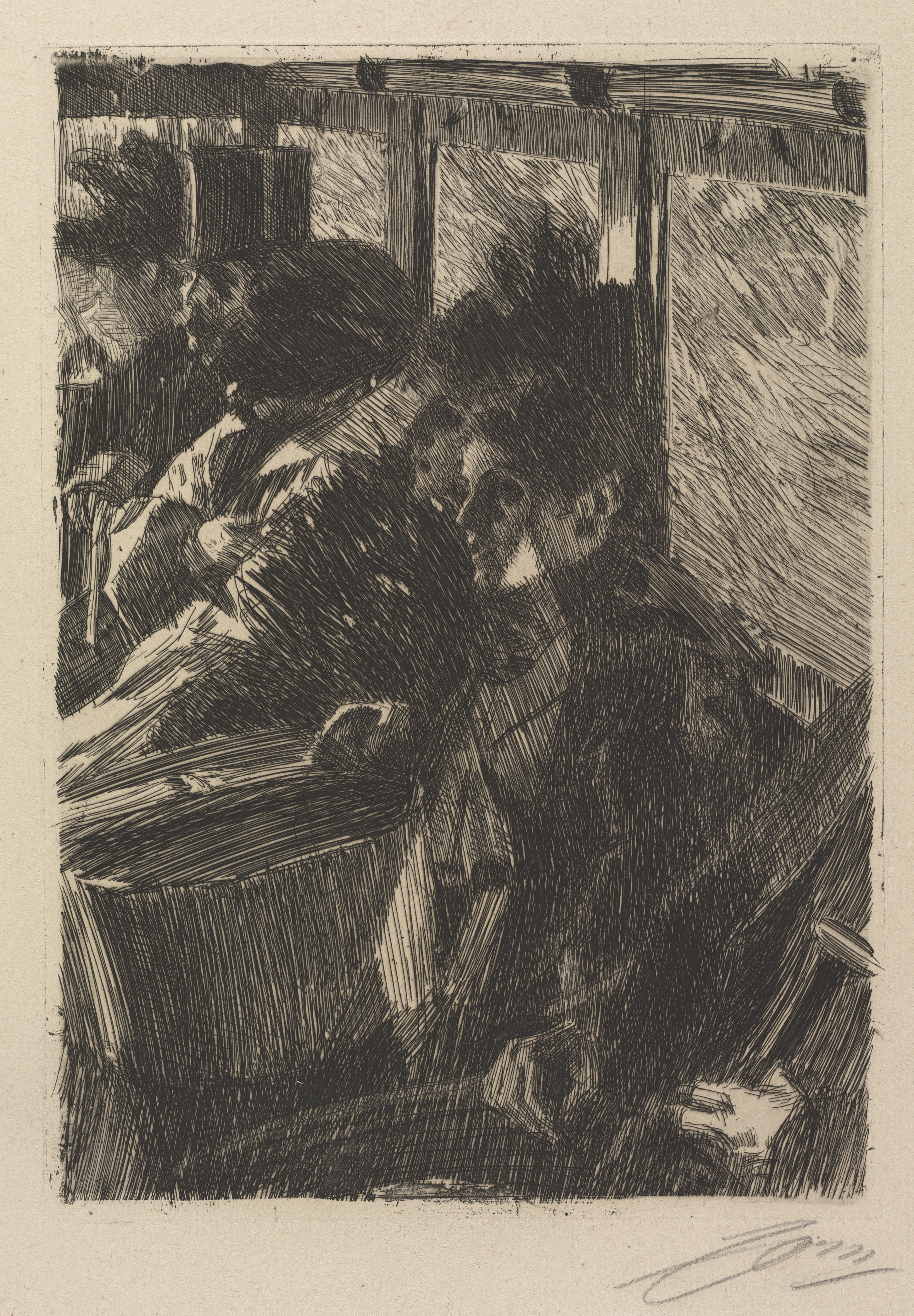
Etsning från 1892, nu utställd på Cleveland Museum of Art.
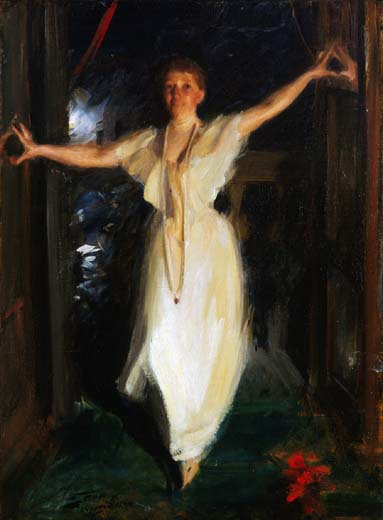
Zorns porträtt av Isabella Stewart Gardner från 1894.